# Mécène
Pour l'activité, voir Mécénat.
Caius Maecenas, ou fréquemment mais de manière erronée Caius Cilnius Mæcenas, dont le nom francisé est Mécène (vers 70 av. J.-C.-8 av. J.-C.), est un homme politique romain et un proche de l'empereur Auguste, célèbre pour avoir consacré sa fortune et son influence à promouvoir les arts et les lettres. Virgile, Properce et Horace lui rendirent en hommage ce qu'ils avaient reçu en bienfaits. Il fit ses études en Grèce et vécut à Rome dans la deuxième moitié du Ier siècle avant l'ère chrétienne.
Les relations entre Mécène et Auguste furent certainement plus complexes et plus difficiles qu’on ne le dit généralement. En effet Mécène était totalement sous le charme de son épouse Terentia, et celle-ci le trompait publiquement avec Auguste. D’autre part, il est évident qu’entre Mécène et Marcus Vipsanius Agrippa, qui fut le gendre d’Auguste et son lieutenant, régnait une certaine agressivité.
Patron des poètes, Mécène apparaît très fréquemment dans leurs vers, soit à visage découvert, soit sous divers masques, et c’est toujours pour s’opposer comme un modèle d’élégance, de goût, d’humanité, et de sensibilité douloureuse, à un Auguste violent, grossier, dominateur, et menaçant, qu’il incombe au lecteur d’identifier sous ses différents avatars.
Les liens d’amitié entre Mécène et Horace furent particulièrement étroits.

## Biographie

### Origines
La date de naissance de Mécène n'est connue qu'avec une incertitude de quatre années, un 13 avril entre 74 et 70 av. J.-C.. Simple chevalier probablement originaire d'Arezzo, il se vantait de sa lointaine ascendance princière étrusque, et prétendait descendre de la maison des Cilnii,, qui suscitait la jalousie de ses concitoyens par sa richesse et son influence à Arretium au IVe siècle av. J.-C. Tacite parle de lui sous le nom de Cilnius Maecenas et il est possible que « Cilnius » ait été le nomen de sa mère — ou que Mécène soit en fait un cognomen.
Le Caius Maecenas, dont Cicéron fait mention comme d'un membre influent de l'ordre équestre en 91 av. J.-C., peut avoir été son grand-père, voire son père. Le témoignage d'Horace et les goûts littéraires de Mécène lui-même montrent qu'il avait bénéficié de la meilleure éducation de son temps.

### Vie publique

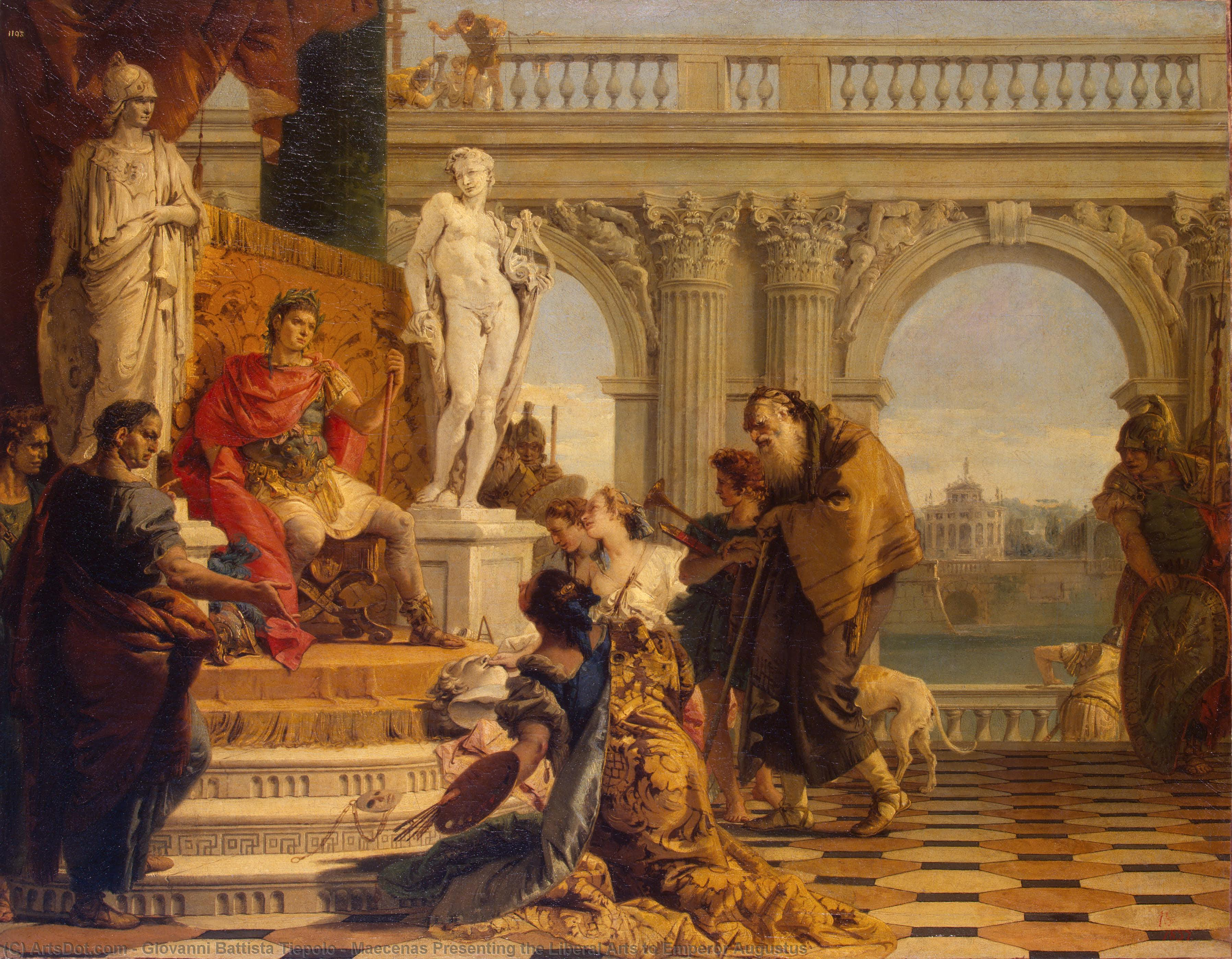
Mécène présentant les arts libéraux à l'empereur Auguste
Giambattista Tiepolo, 1743
Musée de l'Ermitage, Saint-Petersbourg

Mécène doit sa position et son influence à ses liens étroits avec Octave, le futur empereur Auguste. Il apparaît pour la première fois dans l'histoire en 40 av. J.-C., pour négocier le mariage d'Octave avec Scribonia, une veuve plus âgée que lui, ce qui rapproche Octave de Sextus Pompée et empêche ce dernier de s'allier à Marc Antoine. Ensuite il négocie le pacte de Brindes et la réconciliation avec Marc Antoine. En tant qu'ami intime et conseiller, il agit comme représentant d'Octave quand il est à l'étranger.
Certains passages chez Properce semblent indiquer que Mécène a pris quelque part aux campagnes de Modène, de Philippes et de Pérouse.
C'est en -39 qu'Horace est présenté, par Virgile, à Mécène qui avait auparavant sympathisé avec les poètes Varius et Virgile que la parution des Bucoliques l'année précédente avait brillamment fait connaître. Dans les Satires, Mécène et Marcus Cocceius Nerva — arrière-grand-père du futur empereur Nerva — sont décrits comme ayant été envoyés en mission importante, en 37 av. J.-C., pour arranger, par le pacte de Tarente, une réconciliation entre les deux prétendants au pouvoir suprême. Au cours de la guerre de Sicile contre Sextus Pompée en 36 av. J.-C., on fait revenir Mécène à Rome, où on lui confie le haut commandement administratif de la ville et en Italie. Il gère Rome pendant l'absence d'Octave durant la campagne d'Actium, pendant laquelle, avec rapidité et discrétion, il écrase la conspiration de  Lépide le Jeune et, pendant les absences ultérieures de son chef dans les provinces, il tient encore la même position.
À la fin des guerres civiles, Mécène est à la tête d'une richesse considérable, en partie héritée, en partie obtenue par la saisie des biens de Marcus Favorinus, proscrit après Pharsale. Il est propriétaire de terres en Égypte, d'importants vignobles en Italie donnant un vin réputé, et d'un somptueux palais sur l'Esquilin à Rome.
Au cours des dernières années de sa vie, sa faveur auprès de son maître décline quelque peu. Suétone attribue ce fait à ce que Mécène avait indiscrètement révélé à Terentia, son épouse, la découverte de la conspiration dans laquelle était impliqué Murena, le frère de cette dernière, mais, selon Dion Cassius, il faut chercher le motif dans les relations de l'empereur avec Terentia. Alors que sa femme le trompe avec l'empereur, il a, selon Tacite, une relation avec Bathylle, grand danseur romain de l’époque.
Mécène mourut en 8 av. J.-C., laissant l'empereur seul héritier de sa fortune.

## Personnalité
Dans les temps anciens, les avis sont très partagés sur la véritable personnalité de Mécène, mais les témoignages sont unanimes sur ses capacités administratives et diplomatiques. Alors que se met en place un nouvel ordre des choses, Mécène a l'art de savoir partager : il arrive à concilier les parties et est capable de guider le nouvel empire en toute sécurité au milieu d'un grand nombre de dangers. C'est à son influence surtout qu'on attribue la politique plus humaine d'Octave après sa première alliance avec Marc Antoine et Lépide. Marcus Velleius Paterculus résume le mieux ce qu'est Mécène, comme homme et comme homme d'État, en le décrivant comme étant « d'une vigilance qui ne s'endort jamais dans les situations critiques, sachant voir loin et sachant agir ; mais lorsqu'il se repose des affaires, il est plus raffiné et plus efféminé qu'une femme ». Sur la base de critères extérieurs tels que le dédain des honneurs, le culte de l'amitié, le goût des banquets, de la musique et des arts, le raffinement et le plaisir physique de la vie, on l'a souvent présenté comme épicurien, mais Pierre Boyancé estime que Mécène a l'esprit trop libre pour adhérer à une école philosophique. Jean-Marie André considère que l'épicurisme romain de la fin de la République est beaucoup plus souple qu'un catalogue strict de conduites et d'interdits.
Certaines expressions dans les Odes d'Horace laissent entendre que Mécène a quelques déficiences dans cette robustesse de tempérament où les Romains aiment à voir la caractéristique de leur ville. De son côté, Sénèque juge sévèrement Mécène : il désapprouve sa mollesse et son raffinement, et se moque de son style, dont il cite quelques exemples. Tacite dénigre aussi ce style qu'il qualifie de « bouclettes de Mécène ».